# Borrego Pass
Borrego Pass es un lugar designado por el censo ubicado en el condado de McKinley en el estado estadounidense de Nuevo México. En el Censo de 2020 tenía una población de 117 habitantes y una densidad poblacional de 3,41 habitantes por km². Fue incluido como CDP en el censo de 2020.

## Geografía
Borrego Pass se encuentra ubicado en las coordenadas 35°34′23″N 108°00′18″O / 35.57306, -108.00500. Según la Oficina del Censo de los Estados Unidos,  tiene una superficie total de 34,3 km², todos correspondientes a tierra firme.